# Road Rash
Road Rash je závodní videohra z roku 1991, kterou původně vyvinula a vydala společnost Electronic Arts pro konzoli Mega Drive. Následně byla různými společnostmi portována na další systémy, například na Amigu, Atari ST, Master System, Game Gear a Game Boy. Hra se soustředí na sérii motocyklových závodů konajících se po celé Kalifornii. Pokud hráč v závodě zvítězí, dostává se do obtížnější úrovně. V průběhu závodů může mimo jiné zdržovat soupeřící závodníky tím způsobem, že s nimi bojuje. Cílem hry je absolvovat 5 úrovní závodů.

## Hratelnost
Na úplném začátku hry si hráč vybere postavu, za kterou chce hrát. Postavy se liší předmětem, který vlastní, počátečním obnosem, motorkou a tělesnými rozměry. Ve hře je 8 hratelných postav a 6 nehratelných, které mění svá jména (záleží na trati).

### Úrovně
Úrovně hry jsou číslovány 1, 2, … 5. V každé úrovni je 5 závodních tratí, které jsou sice ve všech úrovních stejné, ale s každou úrovní hry se prodlužují. Pro postup do další úrovně je nutné vyhrát všech pět map nejhůře na 3. místo.

### Hratelnost
Na obrazovce vidí hráč sebe zezadu (je to tedy hra z pohledu třetí osoby). Dole na obrazovce vidí svoji výdrž, jméno závodníka, stav motorky, rychlost, pozici, vzdálenost nejbližšího motorkáře a jeho jméno. Obrazovka se dá změnit na:
- bez ukazatelů,
- s jednoduchými ukazateli,
- tachometry – zde jsou vidět i otáčky motorů.

Hráči mezi sebou mohou i bojovat pomocí pěstí, nohou nebo předmětů:
- baseballová pálka,
- řetěz,
- obušek (jen pro policii).

Předměty jsou závislé na postavě, kterou si hráč vybral. V případě sebrání předmětu (viz níže) je v dalších závodech hráči navrácen.
V případě používání předmětů může dojít při souboji předmět vs. pěst k sebrání. Předmět nemůže sebrat závodník, který již předmět má; předmět ani není možné odhodit. Při používání pěstí a předmětů se při zásahu snižuje výdrž. Jakmile ta klesne až za červenou hodnotu, hráč z motorky spadne. Totéž se může stát, narazili do auta apod. Jakmile spadne a zvedne se, musí se k motorce vrátit, jinak mu hrozí, že ho chytí policie; dále se může stát, že spadne z útesu do moře – v závodu končí. Jakmile dojde k motorce, může na ni nasednout a pokračovat v závodu, ovšem jen v případě, že není stav motorky pod kritickou hranicí; pro hráče poté závod končí a je pokutován. Minimálně ve verzi pro Sega Mega Drive je ovšem možné dokončit závod i s rozbitou motorkou - pokud se nevrátíte k motorce (jezdec běží k motorce automaticky a při pokusu o nasednutí se motorka rozbije a závod končí. Hráč může ovšem jezdce ovládat a nechat běžet jinam), ale doběhnete s jezdcem do cíle dříve než vás chytí policie.
Závody se jezdí za okolního provozu, který v závislosti na okolním prostředí houstne.

### Závodní tratě
V každé úrovni je 5 tratí lišících se prostředím:
- The City – jak už název napovídá, závod se jede ve městě za hustého provozu. Místy závod vyjede i mimo město nebo dokonce i k pobřeží.
- Sierra Nevada – závod se jede v oblasti Sierra Nevady, tedy krajinou.
- Pennisula – závod se jede střídavě městem a krajinou.
- Napa Valley – závod se jede převážně krajinou.
- Pacific Highway – závod se jede podél pobřeží, ale i krajinou nebo menším městem.

### Peníze
Hráč vyhrává za různé závody peníze a také je může ztratit – rozbitím motorky či chycením policií. Za peníze si může koupit lepší motorky.

### Motorky
Motorky ve hře se dělí na tři skupiny:
- základní,
- sportovní,
- „super“.

Motorky si hráč kupuje za peníze, které získá v závodech. Po koupi motorky se hráči změní i barva obleku.
Super motorky mají od ostatních odlišnou vlastnost – mohou použít tzv. nitro. Nitro po 5 sekund zrychluje motorku a dalších 5 sekund je nepoužitelné. Nitro lze použít pouze 10krát za závod a neplatí se za něj.

### Policie
Během závodů je možné potkat policii, která též používá motorky. Policie se snaží hráče shodit z motorky, ovšem ohrozitelná je také. V případě, že hráč spadne, bude se chtít vrátit ke své motorce a policie u něj zastaví, je zatčen, končí v závodě a je pokutován.

## Pokračování série
Po hře Road Rash byla vyvinuta dvě pokračování Road Rash II a Road Rash 3, obě na konzoli Mega Drive, a také další spin-offy pro modernější platformy, jako jsou PlayStation, Nintendo 64 a Game Boy Advance. Obě pokračování dosáhla podobného kritického i komerčního úspěchu jako jejich předchůdce, kdežto díly pro modernější konzole byly kritiky přijaty smíšeně a nedokázaly zopakovat úspěch původních dílů. Společnost EA se pokusila využít úspěchu hry Road Rash a použila její herní engine v kombinaci se souboji a závody v roce 1994 v inline bruslařském titulu Skitchin'. Hra Road Rash: Jailbreak byla vydána v roce 2000 a je posledním oficiálním dílem série. Duchovní nástupce série Road Rash byl vyvinut Ianem Fischem a vydán v roce 2017 pod názvem Road Redemption.